# 대한민국의 연금제도
| 기둥    | 소득지원제도          |
| ------- | --------------------- |
| 제3기둥 | 개인퇴직저축          |
| 제2기둥 | 회사연금              |
| 제1기둥 | 국민연금제도          |
| 제0기둥 | 기초노후연금          |
| 제0기둥 | 기초생활보장 프로그램 |

한국의 노인 빈곤율은 OECD 국가 중에서 가장 높다.

대한민국의 2011년 빈곤율(65세 이상)

대한민국의 연금 제도는 다른 민주 국가들에 비해 상대적으로 최근에 도입되었다. 대한민국의 65세 이상 인구의 절반이 비교적 빈곤한 생활을 하고 있고, 이는 경제협력개발기구(OECD) 회원국 평균 13%의 거의 4배에 달하는 수치이다. 이것은 노인 빈곤을 시급한 사회 문제로 만든다. 정부(사회보장기금 포함 중앙, 주, 지방정부)의 공공사회지출은 OECD 평균의 절반 수준이며 국내총생산 대비 가장 낮다.
대한민국의 65세 이상 국민에게는 사회복지, 공적연금, 사적연금 등 3가지 연금소득이 주어진다.

## 역사

### 1990–2007
대한민국의 국민건강보험은 1977년에 시작되었다. 1989년까지 한국은 보편적인 건강보험을 들었다. 다른 사회 보험 프로그램에는 산업 재해 보상 보험과 고용보험이 있다.
최근 한국은 복지 지출을 늘리는 추세에 있다. 1990년과 2007년 사이에, 한국 정부의 복지 지출은 실질적으로는 매년 11%씩 증가했는데, 이것은 OECD 지역에서 가장 빠른 증가율이다.1990년과 2001년 사이의 사회적 지출은 4.25%에서 8.7%로 1998년에 10.9%로 정점을 찍었다.

### 2007–현재
OECD 평균 19%에 비해 2007년 한국의 복지 지출은 GDP의 7.6%였다. 같은 해 노인복지는 국내총생산(GDP)의 1.6%(OECD 평균의 4분의 1)에 달했다.
한국의 주요 사회복지 프로그램은 기초생활보장 프로그램으로서, 한국 인구의 3%를 차지한다. 또 다른 프로그램인 국민기초생활보장제도가 2001년에 도입되었다.
2011년, 가족 혜택은 GDP의 0.5%에 달했고 OECD 평균 2.2%, OECD에서 가장 낮았다.
한국의 연금은 1988년에 도입된 국민연금이 관리한다. 2002년에는 60세 이상의 한국인 중 6.5%만이 공적 연금으로 생활했다고 보고되었다. 노인의 5분의 1만이 연금을 받고 있는데, 이는 한국 노인의 절반 가까이가 살고 있는 상대적 빈곤에 기여하는 주요 요인이다. 이것은 OECD 국가들 중 가장 높은 비율이다.
정부의 복지 지출의 4분의 1만이, 현금 지급 형태로, 인구의 20%에게 돌아간다. 이것은 증가하는 사회적 불평등에 기여하고 있다. 한국의 세금과 복지 제도는 OECD 국가들 사이의 불평등을 줄이는데 가장 덜 효과적이다.

## 사회 보장 시스템

### 기초생활보장 프로그램
기초생활보장프로그램은 절대 빈곤에 처한 시민을 위해 현금 지급과 주택과 교육 같은 기타 혜택을 제공하는 복지 제도이다. 이 프로그램은 1999년 국민기초생활보장법에 따라 설립되었다. 절대 빈곤은 소득이 최저생계비 이하로 떨어질 때 발생한다. 2011년, 약 140만 명의 사람들이 기초생활보장 프로그램로부터 혜택을 받았고, 그 중 38만 명이 노인이라고 보고되었다. 이는 65세 이상의 한국 인구의 6.3%를 차지한다.
그 프로그램에 따른 엄격한 지원 기준은 많은 지원자들에게 부적격으로 귀결되었다. 이러한 이유로 기초생활보장 프로그램은 노인들을 위한 완전한 보호를 제공하지 않는다. 자격을 갖추기 위해, 수령자는 가족 구성원으로부터 가능한 도움을 받을 수 없음을 증명해야 하며, 수단 시험 및 소득 기준에 자산을 포함해야 한다. 2003년에는 노인장기요양보험으로 확대되었다.

### 기초노후연금
한국은 2008년에 기초노후연금을 도입했다. 보건복지부에 따르면 기초노후연금은 "어려운 노인들에게 매달 지급하는 방식으로 노인복지 증진을 위한 것"이라고 한다. 연금은 국민연금에 기여하는 근로자에게 혜택을 주기 위한 것이었다.
2012년까지 연금은 최저생계비의 16%에 불과했고 65세 이상 한국 인구의 67%가 혜택을 받았다. 2014년에는 연장을 통해 65세 이상 소득 하위 70분위 계층에 월 약 20만원씩 수당을 지급했다. 2014년에는 약 490만 명이 이 프로그램의 혜택을 받았다.
한국의 노령연금은 국민연금에 대한 최소 20년 기부금 요건을 사전에 충족시켰다면 60세 이상 개인에게 평생 보장을 제공한다. 최소 10년 이상의 기부를 하고 60세에 도달한 사람들은 "감소노령연금"제도에 따른 보상을 받을 자격이 있다.
또한, 60세에서 65세 사이의 소득활동을 하는 개인을 대상으로 하는 "활성노후연금" 제도가 있다. 소득활동을 하지 않는 55세에서 60세 사이의 사람들은 "조기노후연금"제도를 받을 자격이 있다. 65세 이상 국민 중 약 60%가 과거 평균소득의 5%에 해당하는 혜택을 받고 있으며, 평균 9만원을 받고 있다.
기초노후연금제도는 대통령령으로 정하는 소득보다 낮게 버는 65세 이상의 사람들을 대상으로 한다. 2010년에는 1인 70만원, 부부 112만원으로 각각 약 600.00달러, 960.00달러에 상당했다.

### 국민기초생활보장
국민기초생활보장제도는 빈곤선 이하 노인에게 보장소득을 지원하는 제도다. 1997년 외환위기로 실업과 빈곤이 증가하자 2000년 대한민국 정부가 시행하였다. 한국 정부는 여전히 급속한 경제 발전에 초점을 맞추고 있었고 사회복지 프로그램에 대한 관심이 부족해서 안전망이 취약했다. 국민기초생활보장제도(국민기초생활보장)에 따라 기존 연금에 적용하던 국민빈곤지침을 개정했다. 2000년에는 1인 가구의 최저생계비가 324,011원으로 2005년에는 401,466원으로 증가하였다. 개정된 빈곤지침에도 불구하고 65세 이상 노인의 15%만이 국민기초생활보장수당을 받았다.

## 공공연금

### 국민연금제도
국민연금 제도는 한국에서 1988년에 만들어진 공적 연금 제도이다. 사회보장제도의 하나로 1986년 국민연금법으로 제정되었다. 연금을 받으려면 62세 이상이어야 하고 10년 이상의 기부를 해야 한다. 조기연금은 56세에 받을 수 있다. 2033년까지 정상연금연령이 65세로 상향 조정되고 조기연금연령도 60세로 늘어난다. 국민연금 제도는 강력한 재분배적 요소로 만들어졌으며, 참여는 법에 의해 의무화된다. 국민연금에서 노령연금을 받는 노인은 2013년 기준 29%에 불과했다. 국민연금 제도의 현재 이슈 중 하나는 모든 퇴직자들이 10년 기여금 요건을 충족하지 못하기 때문에 연금으로부터 혜택을 받을 수 없다는 것이다.
한국의 연금 제도는 노년에 이른 사람들, 가장의 죽음으로 피해를 입은 가족 및 개인들에게 혜택을 제공하고 국가의 복지 국가를 안정시키기 위해 만들어졌다. 한국의 연금제도는 주로 과세에 기반을 두고 있으며 소득과 관련이 있다. 2007년에는 총 18,367,000명의 피보험자가 있었고 의무기여 면제자는 51만 1,000명에 불과했다.
현행 연금제도는 4개 체제로 나뉘어 있으며, 국·군·관·사립학교 교사연금 제도를 통해 참여자들에게 혜택을 분배하고 있다. 국민연금 제도는 대다수의 사람들에게 수당을 제공하는 일차적인 복지 제도이다. 국민연금 수급자격은 소득이 아니라 만 18세에서 59세 사이의 연령에 따라 결정된다. 18세 미만의 모든 사람은 보호대상자의 피부양자이거나 대체 조항이 적용되는 특별 면제에 해당된다.국민연금 제도는 직장 기반 피보험자, 개인 피보험자, 자발적 피보험자, 자발적 피보험자의 네 가지 범주의 피보험자를 제공한다.
18세에서 59세 사이의 근로자는 직장 기반 연금 제도를 적용받으며, 총 월 소득의 4.5%를 기여하고 있다. 국민연금 제도는 다섯 명 이상의 고용인을 고용하는 회사, 어부, 농부, 그리고 농촌과 도시 지역의 자영업자들을 포함한다. 고용주는 또한 직장 기반 연금 제도를 적용받으며, 나머지 4.5%를 제공함으로써 직원의 의무 분담금 9%를 충족시킬 수 있도록 지원한다.
개인보험연금제도는 미취업자, 60세 이상자, 국민연금법 제6조에 의해 제외된 모든 사람을 대상으로 한다. 개인보험연금제도의 적용을 받는 사람들은 9%의 기부금 전부를 그들 스스로 납부해야 한다.
자발적으로 보험에 가입한 사람들은 의무적으로 보험 혜택을 받을 수 없지만, 보험 혜택을 받을 수도 있다. 이 카테고리는 군, 정부 또는 사립학교 교사 연금제도에 관계없이 자발적으로 추가 혜택을 받기로 선택한 퇴직자, 27세 이하 개인, 공공복지 제도의 적용을 받는 배우자로 구성된다. 개인 피보험자의 경우처럼 자발적으로 피보험자가 부담금 전액을 부담할 책임이 있다.
자발적으로 지속적으로 보험에 가입한 사람은 60세 이상 개인으로서, 최소 보험기간인 20년을 초과하여 노령연금수당을 받을 수 있도록 보장하고자 하는 개인이다. 직장 기반 피보험자를 제외하고, 다른 모든 피보험자는 개인적으로 자신의 9%의 기여금을 전액 부담한다.

## 개인 연금

### 기업 연금
한국은 1953년에 명예퇴직 수당 제도를 시작했다. 퇴직금은 1년 이상 근무한 모든 직원에 대해 기본 급여의 1개월에 해당하는 단일 일시불 형태로 지급되었다. 한국에는 낮은 종신 재직권이 있기 때문에, 많은 근로자들은 퇴직하기 전에 퇴직금을 받는다. 실업 보험이 없는 상황에서 지급될 수 있는 수당은 퇴직 요구를 충족시킬 수 있는 충분한 복리후생과 보장을 제공하지 않는다.
2005년, 수당제도에 포함되지 않은 혜택과 보호를 제공하기 위해, 정부는 퇴직연금(기업연금)을 도입했다. 기업연금제도는 기존의 자발적 개인연금저축계좌 외에 두 가지 형태의 혜택인 확정급여와 확정기여제도를 제공한다. 두 가지 새로운 계획의 지불금은 퇴직 시 일시불 또는 연금으로 제공된다.
2009년 국내총생산(GDP) 대비 민간연금 지출액은 7.9%로 10조3000억 원에 달했다. 2009년 말까지 1,723,000명의 근로자가 이미 계획에 등록되었다.2011년까지 정규직의 30%인 270만 명이 등록 및 보호되었다. 2016년에는 전체 근로 연령 인구(15~64세)의 15%에 해당하는 540만 명의 근로자가 복지혜택을 확대했다.
하지만 인구 고령화는 정부에 예산 제약을 가하고 있다. 낮은 출산율과 함께 기대수명이 증가하면 한국의 노령 의존율은 2010년 15%에서 2050년 71%로 높아질 것이다. 동시에, 한국은 다른 선진국들이 그랬던 것처럼 연금제도의 민영화를 위해 노력하고 있다. 한국은 2008년 기초노령연금을 도입하면서 공적연금 대체율을 50%로 낮췄다. 2028년까지 40%로 추가로 인하할 예정이다.
2007년 국민연금 개혁은 장기적인 재정지출을 보장하지 않고 오히려 보장성 확대의 필요성을 악화시켰다. 그 개혁은 사회 단체들로부터 항의를 불러일으켰다. 2008년 이후 우울한 사회적 문맥과 복합적으로 이러한 일이 한국에서 무료 복지, 박근혜의 2012년 대통령 선거에서 분명한 곳을 선호하는 강한 추진을 낳았다. 그러나 예산 제약으로 인해 박근혜 정부는 세금을 늘리지 않고 지출을 늘리겠다는 약속을 축소해야만 했다. 예산 제약과 65세 이상 노인에 대한 사회적 지원 확대 사이의 격차를 메우려면 소득보장제도의 두 번째 축으로 기업연금 보장을 확대하고 강화해야 할 것이다. 2007년 자료는 한국의 총 공적 연금 대체율이40% 이상임을 보여주었고, 민간 연금 자산이 GDP의 5% 미만이었기 때문에 상당한 개선의 여지가 있었다. 2016년 현재 법인연금 가입자의 2% 미만이 연금 형태로 지급되고 있다.

## 대한민국 고령화의 현재
1970, 80년대 한국 정부는 급속한 경제 발전에 초점을 맞췄으나 사회 복지는 최우선 과제가 아니었다. 정치인들은 유교적인 사회적 규범인 노인의 친척을 돌보고 부양하는 것에 의존했다. 2000년, 한국의 65세 이상 인구 비율은 7%에 달해 고령화 사회로 진입했다. 통계청은 2025년까지 한국 사회가 "고령화" 지위에 도달할 것으로 추정한다. 정부의 '2016 고령화 사회 및 인구 계획'은 출산율 저하와 노동 인구 감소를 위한 조치 비용을 약 34조 원으로 추산했다.

## 유행
한국에서 결혼을 늦추려는 경향이 있고 이는 출산율 하락에 기여하고 있다. 그리고 이것은 부분적으로 25세에서 29세 사이의 실업률 증가와 관련이 있다. 높은 수준의 교육열이 매우 경쟁력 있는 노동시장 맥락을 만들어냈다. 대한민국의 학사 이상의 청년층은 2003년 30%에서 2016년 41% 이상으로 증가했다. 대한민국 정부 통계에 따르면 2014년 중반 15-29세 그룹에서 가장 높은 실업률은 9.5%였으며, 고용률은 41%를 넘지 않았다. 이러한 고등교육의 확대는 취업시장의 기대와는 달리 한국의 청년 취업률은 이전 30년간 60% 수준에 머물러 있었다. 젊은 나이에 직장을 구하는 것은 경제적 안정을 보장하기 위해 결혼의 전제조건으로 여겨진다.

## 같이 보기
- 국민건강보험공단
- 대한민국의 빈곤

## 추가 문헌
- Gyu-Jin Hwang (2006). 《Pathways to State Welfare in Korea: Interests, Ideas And Institutions》. Ashgate Publishing, Ltd. ISBN 978-0-7546-4261-9. 2013년 1월 19일에 확인함.
- Myungsook Woo (2004). 《The Politics Of Social Welfare Policy In South Korea: Growth And Citizenship》. University Press of America. ISBN 978-0-7618-2978-2. 2013년 1월 19일에 확인함.[깨진 링크(과거 내용 찾기)]